# Coprophanaeus lecromi
Coprophanaeus lecromi är en skalbaggsart som beskrevs av Arnaud 2002. Coprophanaeus lecromi ingår i släktet Coprophanaeus och familjen bladhorningar. Inga underarter finns listade i Catalogue of Life.